# بئیهای
بئیهای یا بئی‌های، یا به کانتونی باک‌هوی (به ژوانگ: Bwzhaij Si)(به چینی: 北海市، به پین‌یین: Běihǎi Shì، تلفظ کانتونی: bak1hoi2 si5) یک شهر در سطح ولایت در جمهوری خلق چین است که در منطقه خودمختار گوانگشی ژوانگ واقع شده‌است.

## خصوصیات
بئی‌های ۳٬۳۳۷ کیلومترمربع مساحت و ۱٬۵۳۹٬۳۰۰ نفر جمعیت دارد و ۲۱ متر بالاتر از سطح دریا واقع شده‌است.
۹۸٪ جمعیت شهر را مردم هان (قومیت چینی)و ۲٪  را مردم ژوانگ تشکیل می دهند.

## خواهرخواندگان
شهر تالسا، اکلاهما خواهرخواندهٔ بیهای هست.